# Anne Warburton
Dame Anne Warburton (8. Juni 1927–4. Juni 2015) war von 1976 bis 1983 als erste britische Botschafterin in Kopenhagen tätig und arbeitete unter anderem als britische Repräsentantin für die UN und als Leiterin des Lucy Cavendish Colleges in Cambridge, wobei sie sich während ihres Karrierewegs sowohl mit ihren Errungenschaften, ihrem Einsatz für Frauenrechte, als auch ihrer bescheidenen und freundlichen Art einen Namen machte.

## Leben
Anne Marion Warburton wurde am 8. Juli 1927 als Tochter des britischen Militärkapitäns Eliot Warburton und der Amerikanerin Mary Thompson geboren und studierte nach ihrer Flucht in die USA während des Zweiten Weltkrieges in 1942 am Barnard College, der Frauenuniversität der Columbia University und nach ihrer Rückkehr nach Großbritannien am Somerville College in Oxford.
Ihre Karriere begann in der „Economic Cooperation Administration“, wobei sie im Laufe ihrer Arbeit u. a. am Marshall-Plan in London und für das NATO-Sekretariat in Paris wirkte. Danach begann sie ihren diplomatischen Karriereweg in 1953 für das britische Auswärtige Amt, für das sie in Bonn, New York und Genf in repräsentativer Stellung tätig war.
Im Jahr 1976 wurde sie mit 49 Jahren zur Botschafterin ernannt, 12 Jahre nachdem die verhinderte Barbara Salt aufgrund einer Krankheit den Posten als erste britische Botschafterin für Israel nicht aantreten konnte, und zog daraufhin als erste weibliche Beamtin in dieser Position nach Dänemark. Dabei entwickelte sie eine große Leidenschaft für ihren damaligen Wohnort und verfasste auch Werke über das Leben im Land, die 1992 als Signposts in Denmark veröffentlicht wurden. Nach dem Besuch von Königin Elisabeth II in 1979 wurde Anne Warburton von dieser als Dame Commander in den Royal Victorian Order aufgenommen.
Nach Beendigung ihres diplomatischen Dienstes übernahm sie von 1985 bis 1994 die Leitung des Lucy Cavendish Colleges in Cambridge, wo sie sich unter anderem durch ihren großen Einsatz für die interne Zusammenarbeit des Colleges, dessen Fachkompetenz in Lehrbereichen der Medizin, sowie in Rechts- und Ingenieurwissenschaften, als auch der externen Zusammenarbeit mit Frauenrechtsorganisationen und externen Universitäten einen Namen machte. Des Weiteren spielte sie eine wichtige Rolle im Ausbau des Colleges, veranlasste den Bau mehrerer Gebäude und verdoppelte die Anzahl der Schülerinnen während ihres Wirkens durch ihren ambitionierten Einsatz.
1986 wurde ihr ein Platz in der Equal Opportunities Commission und die Leitung der Untersuchung von Missbrauchsfällen gegen muslimischen Frauen in Bosnien übertragen. Durch ihren Bericht über die örtlichen Vergewaltigungen und Misshandlungen bekamen die dortigen Zustände weltweite Aufmerksamkeit.
1994 wurde Anne Warburton Mitglied des Nolan Committees, welches sich mit den Standards der öffentlichen Arbeit der Regierung befasste.
Anne Warburton starb unverheiratet und ohne eigene Kinder am 4. Juni 2015.